# اتفاقية بريكست
اتفاقية بريكست، المعروف باسمها الرسمي اتفاقية انسحاب المملكة المتحدة لبريطانيا العظمى وأيرلندا الشمالية من الاتحاد الأوروبي والمجموعة الأوروبية للطاقة الذرية، هي اتفاقية بين الاتحاد الأوروبي، والمجموعة الأوروبية للطاقة الذرية، والمملكة المتحدة، وُقّع عليها في 24 يناير 2020، وتحدد شروط انسحاب المملكة المتحدة من الاتحاد الأوروبي والمجموعة الأوروبية للطاقة الذرية. نُشر نص الاتفاقية في 17 أكتوبر 2019، وتُعتبر نسخة منقّحة عن سابقتها التي نُشرت في العام الأسبق. رفض مجلس العموم النسخة الأوليّة من اتفاقية الانسحاب في ثلاث مناسبات، ما أدى إلى قبول الملكة إليزابيث الثانية استقالة تيريزا ماي من منصب رئيسة وزراء المملكة المتحدة وتعيين بوريس جونسون في 24 يوليو 2019.
في 23 يناير 2020 منح برلمان المملكة المتحدة موافقته على مسوّدة مشروع الاتفاقية عبر سنّ تشريعات تنفيذية (قانون الاتحاد الأوروبي (اتفاقية الانسحاب) للعام 2020). بعد التوقيع على الاتفاقية، أصدرت حكومة المملكة المتحدة وأقرّت وثيقة تصديق بريطانيا على الاتفاقية في 29 يناير 2020. صادق مجلس الاتحاد الأوروبي على الاتفاقية في 30 يناير 2020، بعد موافقة البرلمان الأوروبي في 29 يناير 2020. وهكذا دخل انسحاب المملكة المتحدة من الاتحاد الأوروبي حيز التنفيذ في الساعة 11 مساءً بتوقيت جرينتش في 31 يناير 2020، وفي تلك اللحظة أصبحت اتفاقية الانسحاب سارية المفعول، وفقًا للمادة 185 من الاتفاقية.
تشمل الاتفاقية مسائل مثل النقد، وحقوق المواطنين، والإجراءات الحدودية، وحل النزاعات. إضافة إلى ذلك تضمّ الاتفاقية فترة انتقالية وخطة لشكل العلاقة المستقبلية بين المملكة المتحدة والاتحاد الأوروبي. نُشرت الاتفاقية في 14 نوفمبر 2018 ، وجاءت حصيلة مفاوضات خروج بريطانيا من الاتحاد الأوروبي. صادق قادة دول الاتحاد الأوروبي الـ27 الأخرى على الاتفاقية بالإضافة إلى حكومة المملكة المتحدة بقيادة رئيسة الوزراء تيريزا ماي، لكنها لقيت معارضة البرلمان البريطاني، والذي توجّب الحصول على موافقته للتصديق على الاتفاقية. علاوة على ذلك، توجّب الحصول على موافقة البرلمان الأوروبي. في 15 يناير 2019، رفض مجلس العموم اتفاقية الانسحاب في تصويت بنتيجة 432 صوتًا مقابل 202 صوت. ورفض مجلس العموم الاتفاقية مرة أخرى في 12 مارس 2019 في تصويت بأغلبية 391 صوتًا مقابل 242، ورفضها للمرة الثالثة في 29 مارس 2019 بأغلبية 344 صوتًا مقابل 286 صوتًا.
في 22 أكتوبر 2019، اجتازت اتفاقية الانسحاب المعدلة التي تفاوضت عليها حكومة بوريس جونسون تجاوزت المرحلة الأولى في البرلمان، لكن جونسون أوقف العملية التشريعية مؤقتًا عندما فشل برنامج الموافقة المستعجل في الحصول على الدعم الكافي، وأعلن جونسون نيته في الدعوة إلى انتخابات عامة. في 23 يناير 2020، صادق البرلمان على الاتفاقية عبر إقرار قانون اتفاقية الانسحاب؛ في 29 يناير 2020، منح البرلمان الأوروبي موافقته على اتفاقية الانسحاب. وبالتالي أبرم مجلس الاتحاد الأوروبي الاتفاقية في 30 يناير 2020.
تشتمل اتفاقية الانسحاب على وجود فترة انتقالية حتى 31 ديسمبر 2020، وخلال هذه الفترة تبقى المملكة المتحدة في السوق الموحدة الأوروبية بغية ضمان سيران العمليات التجارية بسلاسة ريثما يُنجز اتفاق على المدى الطويل. في حال لم يتم التوصل إلى اتفاق بحلول التاريخ المذكور، تخرج المملكة المتحدة من السوق الموحدة الأوروبية دون اتفاق تجاري في 1 يناير 2021. ترتبط اتفاقية الانسحاب بشكل وثيق بإعلان سياسي غير ملزم بخصوص مستقبل العلاقات بين الاتحاد الأوروبي والمملكة المتحدة.

## نبذة

### الانتخابات العامة في المملكة المتحدة للعام 2015 واستفتاء خروج بريطانيا من الاتحاد الأوروبي في العام 2016
في البيان الرسمي حزب المحافظين للانتخابات العامة في المملكة المتحدة في مايو 2015، وعد الحزب بإجراء استفتاء على البقاء في الاتحاد الأوروبي بحلول نهاية عام 2017.
نتج عن التصويت الاستفتاء -الذي عقد في 23 يونيو 2016-  نسبة 51.9% نعم مقابل 48.1% لا لترك الاتحاد الأوروبي.

## محتوى الاتفاقية (نسخة العام 2018)
تشمل اتفاقية الانسحاب، التي تبلغ 599 صفحة، الجوانب التالية:
- النقد، وخصوصًا تقسيم الأصول والخصوم، ودفع أي ديون مستحقة
- حقوق المواطنين، مواطني المملكة المتحدة ومواطني دول الاتحاد الأوروبي
- الإجراءات الحدودية والجمركية، وخصوصًا على طول الحدود بين المملكة المتحدة وجمهورية أيرلندا الشمالية
- القانون، وآليات حلّ النزاعات، والموكولة حاليًا إلى محكمة العدل الأوروبية.

إضافة إلى ذلك تنصّ الاتفاقية على وجود فترة انتقالية حتى 31 ديسمبر 2020، ويمكن تمديدها مرة واحدة بموافقة ثنائية. خلال الفترة الانتقالية، يستمر سريان قوانين الاتحاد الأوروبي على المملكة المتحدة (بما في ذلك المشاركة في المنطقة الاقتصادية الأوروبية، والسوق الموحدة الأوروبية، والاتحاد الجمركي للاتحاد الأوروبي)، وتواصل المملكة المتحدة دفوعاتها لخزينة الاتحاد الأوروبي، لكن لن يكون ثمة حضور لمندوبي المملكة المتحدة في هيئات صنع القرار في الاتحاد الأوروبي. تمنح الفترة الانتقالية الشركات الوقت اللازم للتأقلم مع الوضع الجديد وفسحة من الزمن لحكومات الاتحاد الأوروبي وبريطانيا للتفاوض بشأن صفقة تجارية جديدة بين الاتحاد الأوروبي والمملكة المتحدة.
فيما يتعلق بمسألة البريكست والحدود الأيرلندية، ثمة بروتوكول أيرلندا الشمالية ملحقٌ بالاتفاقية ويحدد إجراءً احتياطيًا يدخل حيز التنفيذ في حال فشل تطبيق الاتفاقات البديلة الناجعة قبل انتهاء الفترة الانتقالية. عند حدوث ذلك، تلتزم المملكة المتحدة بالتعريفة الخارجية الموحدة للاتحاد الأوروبي وتحافظ أيرلندا الشمالية على بعض أوجه السوق الموحدة الأوروبية، حتى يُثبت تطبيق الاتفاقات البديلة. يتمثل الهدف من هذا الاتفاق الاحتياطي في تجنب إنشاء حدود «صلبة» مع أيرلندا، حيث يتوجب وجود نقاط تفتيش جمركية.
تُسند شؤون الحكم إلى لجنة مشتركة مع ممثلين عن الاتحاد الأوروبي والحكومة البريطانية. وسيكون هناك عدّة لجان متخصصة تنضوي تحت اللجنة المشتركة.
تتضمن اتفاقية الانسحاب أيضًا شروطًا للمملكة المتحدة لمغادرة الاتفاقية التي تحدد النظام الأساسي للمدارس الأوروبية، مع التزام المملكة المتحدة بالاتفاقية والقواعد الأخرى المتعلقة بالمدارس الأوروبية المعتمدة حتى نهاية العام الدراسي الأخير من الفترة الانتقالية، أي مع نهاية فصل الربيع 2020-2021.
فيما يلي المواد الأكثر أهمية في مسودة الاتفاقية:

### الأحكام المشتركة
تهدف الاتفاقية إلى تسهيل ترتيبات انسحاب المملكة المتحدة من الاتحاد الأوروبي والمجموعة الأوروبية للطاقة الذرية (المادة 1)، وتضع تعريفًا واضحًا للنطاق الإقليمي للمملكة المتحدة (المادة 3)، وتشدد على المسؤولية القانونية للاتفاقية (المادة 4). ووفقًا لنصوص الاتفاقية فإنه مع نهاية الفترة الانتقالية، سيُحظر وصول المملكة المتحدة إلى «أي شبكة، أو أي نظام معلومات، أو أي قاعدة بيانات أُنشئت على أساس قانون الاتحاد الأوروبي». (المادة 8).

### حقوق المواطنين: أحكام عامة
تحدد الاتفاقية وتوضح النطاق الشخصي للمواطنين، وأفراد العائلة، وعمال المناطق الحدودية، والدول المضيفة، والمواطنين. تعالج المادة 11 استمرارية الإقامة، في حين  تتناول المادة 12 عدم التمييز (أي أنه محظور قانونًا التمييز على أساس الجنسية).

### الحقوق والواجبات
يحتفظ مواطنو المملكة المتحدة، ومواطنو الاتحاد الأوروبي، وأفراد العائلات من مواطني المملكة المتحدة أو مواطني الاتحاد، وأفراد الأسرة الذين ليسوا من هذين الصنفين يحتفظون بالحق في الإقامة في الدولة المضيفة (المادة 13). لا يجوز للدولة المضيفة أن تحدّ أو تفرض شروطًا على الأشخاص في الحصول على حقوق الإقامة أو الاحتفاظ بها أو فقدانها (المادة 13). لن يطلب من الأشخاص الذين يحملون وثائق صالحة تأشيرات دخول وخروج أو إجراءات مماثلة، وسيُسمح لهم بمغادرة الدولة المضيفة أو دخولها دون عوائق (المادة 14).